# سبكتينومايسن
السبكتينومايسن (بالإنجليزية: Spectinomycin) يُباع تحت الاسم التجاري تروبيسين (سبكتينومايسن) وهو عبارة عن مضاد حيوي يُستخدم لعلاج مرض السيلان.يُعطى هذا العلاج عن طريق الحقن العضلي.
الأعراض الجانبية الشهيرة تتضمن ألم في موضع الحقن , طفح جلدي، غثيان، ارتفاع الحرارة، صعوبة في النوم. وقد تحصل حساسية شديدة في بعض الأحيان. يُعتبر هذا العلاج آمن للحوامل. قد يستخدم للأشخاص الذين يعانون من حساسية البنسلين أو السيفالوسبورين . يُعتبر العلاج من مجموعة أمينوسايكليتول"aminocyclitol" التي تعمل على إيقاف صناعة بروتينات البكتيريا.
السبكتينومايسن تم اكتشافه عام 1961. وهو ضمن قائمة العلاجات الأساسية في منظمة الصحة العالمية. وهو من أكثر الأدوية فعالية وأمان في النظام الصحي. وتبلغ كلفته الكلية في الدول النامية حوالي 5 دولارات للجرعة الواحدة. غير متوفر في الولايات المتحدة. يتم استخلاصه من نوع بكتيريا" bacterium Streptomyces spectabilis".

## الاستخدامات الطبية
يُعطى هذا العلاج عن طريق الحقن العضلي لعلاج مرض السيلان خصوصا عند الأشخاص الذين يعانون من حساسية البنسلين .هذا الدواء لم يعد متوفر في الولايات المتحدة.

## الأعراض الجانبية
تتضمن الأعراض الجانبية كل من الحكة,القشعريرة,ألم المعدة,طفح جلدي أحمر.

## آلية العمل
يرتبط السبكتينومايسن مع قطعة الرايبوسوم30S للبكتيريا مما يؤدي لمنع صناعة البروتينات.ظهرت إحدى أشكال المقاومة البكتيرية في قطعة 16S في الحمض النووي الريبوزي الريبوسومي الموجودة في Pasteurella multocida .

## طريقة التصنيع البيولوجية
بداية التصنيع البيولوجي للبكتينومايسن شبيهة بجميع الأمينوجلايكوسيد، حيث تتضمن تكوين حلقة إينوسيتول.الاختلاف يكون في التعديلات البدائية في حلقة الإينوسيتول في السبكتينومايسن.تبدأ العملية باستخدام غلوكوز-6-فوسفات(1a),الذي يُختزل باستخدام ثنائي نوكليوتيد الأدنين وأميد النيكوتين لتكوين كيتون على كربونة 2(2a). هذا الكيتون يتم تحويله لمجموعة أمين أولية عن طريق PLP وglutamine transamination (3a).تتكرر هذه العملية على كربونة 4 لتكوّن أمين أولي ثاني(4a). في حال وجود هذين الأمينين، تكون حلقة الجلوكوز جاهزة لعملية الميثيليشن مثيلةعن طريق مركبات (S-adenosyl methionine molecules (5a.مع عملية الميثيليشن حلقة البنزين تكون جاهزة لتتحول إلى حلقة إينوسيتول عن طريق انزيم(inositol cyclase(6a والتي بدورها قد تتحلل لتتخلص من مجموعة الفوسفات مما يجعل حلقة الإينوسيتول ضرورية لصناعة السبكتينومايسن(7a).
أثناء حصول ما ذكرناه سابقا يوجد آلية بديلة تكوّن مجموعة سكر من مادة ابتدائية مشابهة.في هذه الآلية، غلوكوز-1-فوسفات يُستخدم كمادة ابتدائية(1b).وهذه تتحول لغلوكوزTDP عن طريق انزيم(TDP synthase (2b.بعدها غلوكوزTDP يحصل له إزالة لمجموعة الهيدروكسيل من كربونة 6 عن طريق انزيم(hydratase enzyme(3b,يتم اختزاله عن طريق ثنائي نوكليوتيد الأدنين وأميد النيكوتين على كربونة 4 مكوّنا بذلك كركب جديد (4b).بوجود الكيتون و PLPوالجلوتامين يتحول إلى أمين أولي(5b) والذي يمكن إزالته عن طريق انزيم(deaminase(6b .عملية التحول إلى 6bيمكن أن تحصل مصاحبة لعملية اختزال مضاعفة على كربونة 4 وكربونة 3 باستخدام مركبين من ثنائي نوكليوتيد الأدنين وأميد النيكوتين معطياََ بالنهاية مركب ضروري لتكوين الأمينوجلايكوسيد. مرافقاََ لما سبق المركبين 7a و 6b قد يتم ضمهم وإزالة مجموعة TDP وإضافة مجموعة سكر لتكوين سبكتينومايسن جلايكوسيد.

### الطبيعة
يعتبر السبكتينومايسن من مجموعة أمينوسايكليتول المتعلقة بالأمينوجلايكوسيد.السبكتينومايسن يتم إنتاجه صناعياً عن طريق تخمير بكتيريا bacterium Streptomyces spectabilis.السبكتينومايسن يتم تصنيعه في الطبيعة من قبل عدة كائنات دقيقة تتضمن السيانوبكتيريا وأنواع نباتات مختلفة توجد في الجينوم أوالبلاستوم لبعض البلاستيدات كما في مشغلspc والتي يكون طولها عادة 2 إلى 10 جينات. الاختلاف في الحجم قد يكون بسبب إزالة الجينات القديمة أو امتلاك وظيفتها من قبل الجينات النووية.
السبكتينومايسن يتم تصنيعه بشكل أساسي من قبل كائنات تستخدمها كآلية دفاع ضد الكائنات الأخرى المفترسة.

## تاريخياََ
تم اكتشاف السبكتينومايسن عام 1961.وفي عام 2001 أصبح هناك نقص في التزويد.